# Anfordringsbankgaranti
En anfordringsbankgaranti er en garantiform, der kommer til udbetaling imod skriftlig anmodning fra beneficianten (den, der har ret til at trække på garantien) og betales ved påkrav (anfordring), uanset om der eventuelt skulle foreligge misligholdelse af den forretningsaftale, der ligger til grund for garantien.
Finansrådet har præciseret, at en sådan garanti udbetales, selvom garantirekvirenten (leverandøren) har indsigelser mod, at der kræves betaling i henhold til garantien, da det underliggende retsforhold er garantien uvedkommende. Dette afskærer dog ikke leverandøren fra under en efterfølgende retssag at rejse et berigelseskrav mod beneficianten. I enkelte tilfælde er det dog lykkedes rekvirenten at blokere udbetaling ved et fogedforbud i tilfælde, hvor træk på garantien var åbenbart uberettiget.